# 弗兰克·墨菲
威廉·弗朗西斯（弗兰克）·墨菲（英語：William Francis (Frank) Murphy，1890年4月30日—1949年7月19日）是一位美国法理学家、政治家。

## 生平
1890年出生在密歇根州哈伯比奇，曾任底特律市长、菲律宾总督、菲律宾高级专员、密歇根州州长、美国司法部长和美国最高法院大法官。
1949年在密歇根州底特律逝世。